# ديبورتيفو لارا
أسوسياسيون سيفيل ديبورتيفو لارا أو جمعية الرياضة المدنية لارا (عادة ما تسمى ديبورتيفو لارا) هو نادي كرة قدم محترف ومقره كابوداري بولاية لارا، تم ترقيته إلى الدوري الفنزويلي في عام 2009، في السنة الأولى من وجوده.